# Heinrich Hansen
Heinrich Hansen, född den 23 november 1821 i Haderslev, död den 10 juli 1890 i Frederiksberg, var en dansk målare.
Hansen började studera vid konstakademien i Köpenhamn 1842. Det var i synnerhet genom återgivande av interiörer från flera av Kristian IV:s byggnadsverk, förnämligast Frederiksborg, som Hansen vann ett framstående namn. Genom sin noggrannhet kunde hans interiörer från Frederiksborg tjäna till ledning vid slottets återuppförande efter branden 1859. Konstmuseet äger av honom flera interiörer, däribland Gustaf III:s sängkammare på Drottningholm, utförda med utmärkt perspektiv och ytterst sirlig pensel. I Glyptoteket finns fyra målningar av honom, i Stockholms Nationalmuseum Rådhussalen i Lybeck. Hansen blev 1888 ledamot av Svenska konstakademien. Därjämte visade Hansen stort intresse för konsthantverket.

## Utmärkelser
- Professors namn,  1864[4]
- Dannebrogsmännens hederstecken,  1871[4]
- Etatsråd,  1871[4]
- Kommendör av Dannebrogorden,  1888[4]

[Redigera Wikidata]